# Puerto de Sebastopol
El Puerto de Sebastopol o el Puerto marítimo comercial de Sebastopol (en ruso: Севастопольский морской торговый порт; en ucraniano: Севастопольський морський торговельний порт) es un puerto en la ciudad de Sebastopol, ciudad federal de Rusia desde marzo de 2014. 
Se encuentra principalmente en la bahía de Sebastopol, y en las bahías más pequeñas alrededor de la península de Heracles. La infraestructura portuaria está totalmente integrada en la ciudad de Sebastopol y a las bases navales de la Armada de Ucrania (hasta marzo de 2014) y la Flota del Mar Negro. El puerto pertenecía al gobierno nacional de Ucrania en su mayor parte, mientras que la otra es controlada por el sector privado. Las principales especialidades del puerto incluyen: la manipulación de las mercancías; transporte de pasajeros en la ciudad interior mediante rutas por lancha; recepción de las líneas de cruceros de pasajeros; Garantizar la seguridad marítima y mantener la limpieza de las bahías de la ciudad.